# بادم‌لی (گوموش‌حاجی‌کوی)
بادم‌لی (به ترکی استانبولی: Bademli) یک منطقهٔ مسکونی در ترکیه است که در گوموش‌حاجی‌کوی واقع شده‌است.